# 9502 Gaimar
A 9502 Gaimar (ideiglenes jelöléssel 2075 T-2) a Naprendszer kisbolygóövében található aszteroida. Cornelis Johannes van Houten, Ingrid van Houten-Groeneveld és Tom Gehrels fedezte fel 1973. szeptember 29-én.